# Executive Order 12333
Die Executive Order 12333 ist ein Präsidialerlass des US-Präsidenten Ronald Reagan vom 4. Dezember 1981, mit dem er die Befugnisse und Verantwortlichkeiten der nationalen Geheimdienste ausweitete. Zudem wies Reagan die Leiter der US-amerikanischen Bundesbehörden zu einer Kooperation mit dem Auslandsgeheimdienst CIA an, die eine Weitergabe von Daten vorsah.
Im Dezember 2013 erklärte die NSA, dass sie aufgrund dieses Erlasses zur globalen Überwachung von Mobiltelefonen berechtigt sei.